# Lábasbükki-lapító
A Lábasbükki-lapító a Duna–Ipoly Nemzeti Parkban található Vértes hegységben, Gánton lévő egyik barlang.

## Leírás
Gánt külterületén, erdőben, fokozottan védett területen helyezkedik el a barlang. A Vérteskozmától a Fáni-völgybe vezető műúton haladva, a sorompótól kb. 1600 m-re, az elhagyott kőbánya előtt kb. 100 m-re, a DNy-i völgyoldalban, 297 m tszf., az úttól pedig kb. 40 m relatív magasságban van a Lábasbükki-lapító bejárata. A Lábasbükki-hasadékbarlangtól 10 m-rel magasabban fekszik. Alacsony bejáratát esetleg az avar könnyen eltakarhatja. Széles, lapos bejárata egy 3 m magas sziklakibúvás tövében van. A barlangbejárat 1,3 m széles, 0,4 m magas, természetes jellegű, íves alakú és vízszintes tengelyirányú.
Egyetlen, majdnem kör alaprajzú üregből áll. Triász dolomitban húzódik a barlang. Réteglap mentén, kifagyásos kőzetaprózódás miatt alakult ki. Mennyezetét réteglap képezi. Kitöltése sok avarból és humuszból áll. Falain néhány kis méretű borsókő képződött. A nehezen járható (meredek) terepen megközelíthető, könnyen, utcai ruhában járható barlang megtekintéséhez nem szükséges engedély.
2003-ban volt először Lábasbükki-lapítónak nevezve a barlang az irodalmában.

## Kutatástörténet
2003-ban Egri Csaba mérte fel a barlangot az Országos Barlangnyilvántartás számára, majd a felmérés felhasználásával, 2003. május 17-én megszerkesztette a Lábasbükki-lapító (Gánt, 4522-24) alaprajz térképét és 3 keresztszelvény térképét. A térképek 1:100 méretarányban ábrázolják a barlangot. Az alaprajz térkép használatához a térképlapon jelölve van az É-i irány. Az alaprajz térképen látható a 3 keresztszelvény elhelyezkedése a barlangban.
A barlang 2003. május 17-én, BTI kataszteri felvétel alapján készült nyilvántartólapja szerint a 4522-24 barlangkataszteri számú Lábasbükki-lapító a Vértes hegységben lévő Gánton (Fejér megye) található. Az üreg bejáratának koordinátái (Trimble Geoexplorer 3): X: 604565, Y: 235086, Z: 297. Hegyoldalon lévő sziklakibúvásban, erdőben van a barlang 1,3 m széles, 0,4 m magas, természetes jellegű, íves alakú és vízszintes tengelyirányú bejárata. A részletesen felmért barlang 2,6 m hosszú, 0,9 m függőleges kiterjedésű, 0,6 m magas, 0,3 m mély és 3 m vízszintes kiterjedésű. Triász dolomitban húzódik az üreg. A barlang kialakulását előkészítette a rétegződés. Az üreg kifagyásos kőzetaprózódás és korrózió miatt jött létre.
A rétegrés térformájú barlang vízszintes aljzatú, és jellemző szelvénytípusa a lapító. Borsókövek vannak benne. Talaj, humusz és avar fordul elő az üregben. 2003-ban lett először említve a barlang az irodalomban (kataszteri felvétel). A gyakorlatilag érintetlen barlang gyakorlatilag érintetlen aljzatú és ásványkiválásai gyakorlatilag érintetlenek. A nehezen járható (meredek) terepen megközelíthető, könnyen, utcai ruhában járható barlang megtekintéséhez nem szükséges engedély. Illetékes természetvédelmi hatóság: Duna–Ipoly Nemzeti Park Igazgatóság. A barlang felszínének védettsége: Vértesi Tájvédelmi Körzet (19/1976. OTvH határozat). A barlangot feltöltődés veszélyezteti. Az üreget terepbejárás során véletlenül találták Egri Csabáék, akik a nyilvántartólap kitöltésekor elvégezték a barlang részletes felmérését, dokumentálását. (Irodalomban addig nem szerepelt az üreg.)